# Eujacobsonia mirabilis
Eujacobsonia mirabilis is een vliesvleugelig insect uit de familie Pteromalidae. De wetenschappelijke naam is voor het eerst geldig gepubliceerd in 1923 door Grandi.